# قمری زمینی گلوسفید
قمری زمینی گلوسفید (نام علمی: Pampusana xanthonura) یک گونه از کبوتران زمینی از سرده Gallicolumba است. به عنوان نزدیم تهدید طبقه‌بندی می‌شود.
قمری زمینی گلوسفید معمولاً از میوه‌ها تغذیه می‌کند و گاهی از حشرات، دانه‌ها و برگ‌ها تغذیه می‌کند.